# El Khabouzia
El Khabouzia là một đô thị thuộc tỉnh Bouira, Algérie. Dân số thời điểm năm 2002 là 5.552 người.